# Štark arena
Štark arena (ursprungligen Beogradska arena, serb. Београдска арена) är en inomhusarena för olika sportevenemang och ligger i stadsdelen Novi Beograd i Belgrad i Serbien. Arenan upptar 48 000 m² och kapaciteten är mellan 20 000 och 25 000 åskådare beroende på evenemang. Enligt uppgift kostade arenan 70 miljoner euro att bygga  och öppnades 31 juli 2004. 
Arenan är belägen vid motorvägen E70/E75 som leder till Novi Sad och Budapest norrut, Zagreb västerut samt Niš och Aten söderut, cirka 15 minuters bilfärd från Belgrads flygplats. Adressen är Bulevar Arsenija Čarnojevića 58.

## Namn
Arenan har av sponsorsskäl bytt namn flera gånger. Ursprungligen hette den Beogradska Arena. I juni 2012 tecknades en femårig överenskommelse med Komercijalna banka om att ändra namnet till Kombank arena och från och med september 2012 är det arenans officiella namn. Arenan bytte åter namn i oktober 2017 då ett avtal slöts med livsmedelsföretaget Štark om att döpa arenan till Štark arena

## Evenemang
Arenan används till bland annat basket, handboll, volleyboll, tennis, futsal och ishockey. Arenan höll även värdskapet för Eurovision Song Contest 2008. Den var en av fyra arenor som användes vid Europamästerskapet i volleyboll för damer 2021.